# Abigél (film)
Az Abigél Szabó Magda azonos című regényéből 1977-ben készült négy részes, színes magyar tévésorozat, amiből később kétrészes mozifilmet is összeállítottak. Budapesten, Vácon és Vácrátóton forgatták.

## Történet
|  | Alább a cselekmény részletei következnek! |

A történet a második világháború alatt játszódik. Vitay Georginát apja, Vitay tábornok az ország szélén lévő városba, Árkodra íratja be a teljesen zárt, bentlakásos kálvinista Matula Leánynevelő Intézetbe. Ginának nem mondja meg ennek okát, akit befogadnák új osztálytársai, de miután összeveszett velük egy buta játékon, és elárulta őket, kiközösítik. Gina megpróbál megszökni, azonban a pályaudvaron találkozik Kőnig tanár úrral, aki visszaviszi az iskolába. Újabb szökési kísérlet megelőzésére a tábornok megmondja Ginának, hogy ő a katonai ellenállás egyik vezetője és saját érdekében ott kell maradnia, hogy lebukása esetén ne tudják vele zsarolni. Megfogadja apja szavát, kibékül osztálytársaival.
Bevonulnak Magyarországra a német csapatok, és a tábornok nem jelentkezik többé. Megjelenik viszont hajdani budapesti udvarlója, Kuncz Ferenc főhadnagy, aki apja kívánságára hivatkozva megpróbálja őt megszöktetni. A szöktetés sikertelen; kiderül, hogy a tábornokot már letartóztatták, a főhadnagy pedig a kémelhárítás utasítására akarta Ginát elcsalni. A háború kedvezőtlen alakulása miatt a művelődési miniszter a tanév vége előtt elrendeli az iskolák bezárását, a Matula többé nem tudná Gina biztonságát garantálni. Ezért a helyi ellenállók (Horn Mici, Mráz és a polgári ellenállás vezetője) az igazgató Gedeon-napi ünnepségén megszöktetik. Ekkor szerez tudomást arról, hogy az iskola udvarán álló, a lányok által csodatévőként tisztelt Abigél szobor „csodáit” a lányok által a szoborhoz eljuttatott kívánságok alapján a mindenki által lenézett, látszólag ügyefogyott és Gina által addig gyűlölt Kőnig tanár úr teljesítette.
|  | Itt a vége a cselekmény részletezésének! |

## Szereplők

### Tanárok és diakonisszák
- Torma Gedeon – Básti Lajos
- Kőnig tanár úr – Garas Dezső
- Zsuzsánna testvér – Piros Ildikó
- Kalmár Péter – Balázsovits Lajos
- Truth Gertrúd – Tábori Nóra
- Gigus tanárnő – Schubert Éva
- Erzsébet testvér – Temessy Hédi
- Hajdu tanárnő – Versényi Ida

### A Matula iskola növendékei
- Vitay Georgina – Szerencsi Éva
- Kis Mari – Zsurzs Kati
- Bánki Anna – Egri Kati
- Torma Piroska – Bánfalvy Ágnes
- Murai – Rátonyi Hajnalka
- Szabó Anikó – Gelecsényi Sára
- Salm Gizella – Németh Nóra
- Aradi, a felolvasó – Dzsupin Ibolya[2]

### További szereplők
- Vitay tábornok – Nagy Attila
- Horn Mici – Ruttkai Éva
- Mráz úr – Végvári Tamás
- Kuncz Feri – Kovács István – a regényben hadnagy, a filmben rendfokozati jelzése alapján főhadnagy, de több másik szereplő (néha azonos vagy közös jeleneten belül is) hol hadnagynak, hol főhadnagynak mondja. Lakcíme a regényben Budapest II. kerület, Zápor u. 44., a filmben viszont 102.
- Mimó néni – Békés Itala
- Ruppert igazgató úr – Képessy József
- Árkod püspöke – Keres Emil
- nagytiszteletű úr – Zách János
- Tizedes a Horn villában a Kossuth-szobrot meggallérozó „hazátlan bitangot” keresve – Barbinek Péter

Bende László, Darvas Magda, Dávid Ágnes, Dimulász Miklós, Dömsödi János, Garamszegi Mária, Harkányi Ödön, Horváth Pál, Lelkes Ágnes, Sárosi Gábor, Soós László, Szabó Imre, Szakács Zsuzsa, Zoltay Miklós

## A film forgatási helyszínei
Mivel a film, és az alapjául szolgáló regény fiktív helyszíneken játszódik – Árkod egy képzeletbeli város, a Matula Leánynevelő Intézet pedig egy fiktív intézmény – így arra nem volt lehetőség, hogy a filmet ott forgassák, ahol az játszódik. A Vajdaságban van ugyan egy Árkod nevű település, de az nem azonos az Abigélben szereplő azonos nevű, fiktív várossal. A filmet budapesti, váci és vácrátóti helyszíneken forgatták.

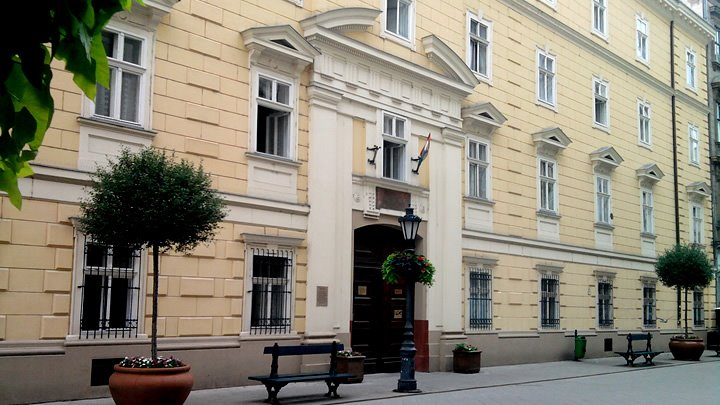
A Váci utca 47. Budapesten – az Angolkisasszonyok rendháza (a rend neve 2003 óta Congregatio Jesu), ahol a Matulán belül játszódó jeleneteket forgatták

- Az intézet szobái, és több más helyszín is a MAFILM Filmgyár stúdiójában volt felépítve.
- A budapesti Kálvin téri református templom belseje (a templom ma is ugyanúgy néz ki, még az énekmutató táblák is némileg modernizálva fent vannak).
- A váci Püspöki Palota, mely a filmben a Matula homlokzata
- A Matula belseje: Budapesten a Váci utca 47. alatt az Angolkisasszonyok rendháza (a rend neve 2003 óta Congregatio Jesu), amely egyúttal otthont ad a Pannon Kincstár Oktatási Központnak.[3] Itt találhatóak meg a folyosók és a csigalépcső.[4]
- A magyar fájdalom szobra szintén Budapesten volt, a XVIII. kerületi Kossuth téri parkban, az Üllői úti oldalon.
- A Váci székesegyház külseje (ahová istentiszteletre mennek és amelyiknek a harangzúgását is lehet hallani és a lépcsőit is látni)
- A szobor és a park az Üllői út mellett (ma is megtalálható a XVIII. kerületben), közel a Szarvascsárda térhez
- A Matula kertje a Vácrátóti arborétum ill. Püspöki Palota kertjének egy része. Ma már sokkal sűrűbb a növényzete.
- A Kokas Pál-intézet a (mai) szeminárium épülete.
- Az árkodi vasútállomáson játszódó jeleneteket a váci vasútállomáson forgatták.
- A vaskapu (amin Gina beszél Ferivel) – a vácrátóti botanikus kertben van.
- Horn Mici háza (ahol Gina kimegy a mosdóba és elszökik) – egy budapesti XVIII. kerületi bérelt házban forgatták, a belsőket is ott vették fel (Zsurzs Katitól származó információ).
- A filmben szereplő csigalépcső a budapesti Ward Mária Gimnázium mellett lévő rendházban van. Az egyik nagy terem volt berendezve hálóteremnek.[5]
- Az Abigél-szobrot Budapestről szállították oda a forgatási helyszínre, ma is fellelhető az V. kerület, Október 6. u. 19. házának belső udvarában (nem látogatható, magánház)
- A kocsma melletti helyszín

## Érdekesség
- Egyes jeleneteknél Kalmár Péter (Balázsovits Lajos) mondja el, hogy mit üzent Torma igazgató úr. Itt eredetileg maga az igazgató mondta volna el a dolgokat, de mivel az őt alakító Básti Lajos ekkor már nagyon súlyos beteg volt, éppen ezért döntöttek ennél a változatnál.[6] Básti Lajos nagyjából a sorozat forgatásának befejezésével egyidőben hunyt el 1977. június 1-jén, így ez lett az utolsó filmszerepe.